# Wojciech Wierzejski
Wojciech Wierzejski (* 6. září 1976 Biała Podlaska) je polský politik, poslanec Sejmu a místopředseda parlamentního klubu Ligy polských rodin.

## Biografie
Wojciech Wierzejski vystudoval sociologii a filosofii na Varšavské univerzitě. Politicky se začal angažovat v roce 1993 v řadách Všepolské mládeže.
Od roku 2001 je členem Ligy polských rodin, za kterou byl zvolen do Evropského parlamentu, kde působil v letech 2004 až 2005. V roce 2005, když byl zvolen do Sejmu, se svého mandátu v Evropském parlamentu vzdal a na jeho místo v něm nastoupil Bernard Wojciechowski.
Wojciech Wierzejski je znám svými konzervativními postoji a negativními názory na homosexuály.